# 글로벌에스엠
글로벌에스엠테크리미티드(영어: Global SM Tech Limited)는 경기도 고양시에 본사를 둔 제조 기업이다.

## 개요
- 전기자동차 배터리용 패스너 개발을 완료하고 상용화에 들어갔다.[1]
- 중국, 베트남, 스페인을 중심으로 전방 시장을 확대하고 부실 부문의 구조조정을 마무리하고 있으며, 스페인 법인을 통해 자동차 부문 패스너 사업을 강화하고 있다.[2]

## 내용주
1. ↑  상법 상 본점 주소는 Scotia Centre 4th Floor, P.O.  Box 2804, George Town, Grand Cayman KY1-1112, Cayman Islands이다.